# 洞院實世
洞院實世（日语：／ Tōin Saneyo，1308年—1358年9月22日）是日本鎌倉時代末期至南北朝時代的公卿，父親是太政大臣洞院公賢，弟弟是權大納言洞院實夏。實世與北畠親房、四條隆資和二條師基等人均是南朝的公家大將。

## 經歷
由於實世的生母身份低微，因此他一度未立為嫡子，與父親公賢表面上也曾經處於父子關係破裂的狀態。後來，他取得後醍醐天皇的信任，參加了由日野資朝和日野俊基等人舉辦的無禮講，在早期便在倒幕運動中擔當指導角色。嘉曆2年（1327年）7月，他獲補任為藏人，翌年11月晉升至參議，位列公卿。元德2年（1330年），他轉任權中納言，並且兼任左衛門督和檢非違使別當。元弘元年（1331年），他由於參與元弘之亂而被六波羅探題逮捕，並且在不久後被免職，然而在元弘2年或正慶元年（1332年）4月，鎌倉幕府改為處以謹慎，將他困在其父公賢的府邸內。   
鎌倉幕府滅亡後，光嚴天皇被廢後，實世復職，並且在後醍醐天皇的建武政權下擔任恩賞方上卿和雜訴決斷所寄人等要職，權力一時無兩。建武2年（1335年），在鎌倉的足利尊氏舉兵，實世作為討伐軍，與尾崎宮一同前往東山道，但是在12月新田義貞率領的東海道軍在箱根竹之下之戰中戰敗，實世等人亦因而退兵。建武3年（1336年）1月，他與北畠顯家率領奧州軍一同進攻足利氏，成功將尊氏趕出京都，及後5月尊氏再次佔領京都時，實世則與後醍醐天皇一同逃至比叡山。在經歷達5個月的攻防戰後，後醍醐天皇決定離開比叡山，與此同時新田義貞與脇屋義助等與東宮恒良親王一同抵達北陸地方，進駐了越前金崎城。在視恒良親王為天皇的北陸朝廷中，實世擔任傳奏，負責發放「綸旨」，但是不久後遭到足利軍攻擊，最終在延元2年或建武4年（1337年）3月城池失守前，與義貞等人逃往杣山城。延元4年或曆應2年（1339年），實世從美濃根尾城（現岐阜縣本巢市中根尾村）進入尾張羽豆崎城（現愛知縣知多郡南知多町），及後經過伊勢和伊賀，最終抵達吉野行宮，南朝政權開始。不久後，他獲任命為權大納言，並且兼任右近衛大將。
後村上天皇即位後，實世與四條隆資一同成為傳奏，並且輔助年幼的後村上天皇，權力僅次於北畠親房。而且，他亦是武者所的一員，有份參與有關軍事和領地的事宜。正平4年或貞和5年（1349年）秋天，他前往伊賀，並且在當地組織了隸屬南朝的軍隊。正平6年或觀應2年（1351年）時，他本來奉命以敕使的身份前往九州。正平一統後，後村上天皇重返京都，當時一度傳出實世會與隆資一同統治京都的謠言。正平7年或觀應3年（1352年）閏2月，他與後村上天皇一同參拜男山八幡宮，同年5月在八幡之戰中，南朝軍大敗，最終實世與其子逃往河內東條（現大阪府柏原市國分東條町）。
隆資死後，實世依然負責發佈文書的工作，其後在正平8年或文和2年（1353年）成為大臣後未有再處理文書，並且在及後五年內升至從一位左大臣。正平13年或延文3年（1358年）8月19日，死於水腫，享年51歲。另外，在准敕撰集《新葉和歌集》中收錄了兩首由與喜左大臣創作的和歌，普遍認為此人就是實世。

## 評價
歷史學家佐藤進一等人均普遍認為實世對室町幕府主張屬於較為強硬的一派。按《太平記》記載，興國2年或曆應4年（1341年），實世將脇屋義助在北陸不敵足利軍，但是仍然得到後村上天皇賞賜一事與平清盛提拔在富士川之戰中戰敗的平維盛升官相題並論，並且作出批評，此言論遭到四條隆資指責後，實世無法反駁下當場離開。另外，《太平記》亦記載道，在由於受觀應之亂影響而降於南朝的足利直義應該如何處置一事中，二條師基主張即時赦免，但是實世則認為應該將其誅殺。其後，正平一統失敗後，實世亦反對以與楠木氏有關的人作為仲介來進行和平談判。由此可見，實世雖然不太懂得變通，但是在《太平記》中仍然獲評為「大才」，在中巖圓月的漢詩中也獲稱讚為「賢臣」。